# Elezioni legislative in Andorra del 1992
Le elezioni legislative in Andorra del 1992 si tennero il 5 aprile (primo turno) e il 12 aprile (secondo turno) per il rinnovo del Consiglio generale. In seguito all'esito elettorale, fu confermato Primo ministro l'indipendente Òscar Ribas Reig.
Nel corso della legislatura fu approntata una nuova Costituzione, poi approvata nel referendum del 1993; venne inoltre richiesta l'adesione all'ONU e furono messi in atto vari atti di impatto mediatico internazionale quali l'affiliazione alla FIFA della nazionale di calcio.
Si trattò delle ultime consultazioni basate su candidature indipendenti: queste, infatti, avrebbero lasciato il posto ad una moderna dialettica tra partiti politici.

## Risultati
| Liste        | Voti  | % | Seggi |
| ------------ | ----- | - | ----- |
| Indipendenti |       |   | 28    |
| Votanti      | 7.077 |   | 28    |